# Langue non classée
Une langue non classée est une langue dont l'affiliation à d'autres langues n'est pas établie, en général du fait d'un manque de documentation. En cela, elle se distingue de l'isolat linguistique.

## Description
Une langue peut être non classée pour diverses raisons, principalement en raison d'un manque de données fiables, mais parfois en raison de l'influence d'une langue avec laquelle elle est en contact, si différentes couches de son vocabulaire ou de sa morphologie pointent dans des directions différentes et que la forme ancestrale de la langue n'apparaît pas clairement. Certaines langues éteintes mal connues, telles que le guti (en) et le diaguita, sont tout simplement inclassables, et il est peu probable que la situation change un jour.
Une langue prétendument non classée peut s'avérer ne pas être une langue du tout, ni même un dialecte distinct, mais simplement un nom de famille, de tribu ou de village, ou un nom alternatif pour un peuple ou une langue déjà classée.
Si la relation génétique d'une langue n'a pas été établie, malgré une documentation significative de la langue et une comparaison avec d'autres langues et familles, comme c'est le cas par exemple du basque en Europe, la langue est alors considérée comme un isolat linguistique, c'est-à-dire qu'elle est classée comme une famille de langues en propre. Une langue non classée est donc une langue qui peut encore appartenir à une famille établie une fois que de meilleures données sont disponibles ou qu'une recherche comparative plus approfondie est effectuée. Les langues éteintes non classées pour lesquelles peu de preuves ont été conservées sont susceptibles de rester indéfiniment dans les limbes, à moins que des documents perdus ou qu'une population survivante parlant la langue ne soit découverte.